# Scirtes seychellensis
Scirtes seychellensis là một loài bọ cánh cứng trong họ Scirtidae. Loài này được Champion mô tả khoa học năm 1924.